# Atlantischer Dreizackkanker

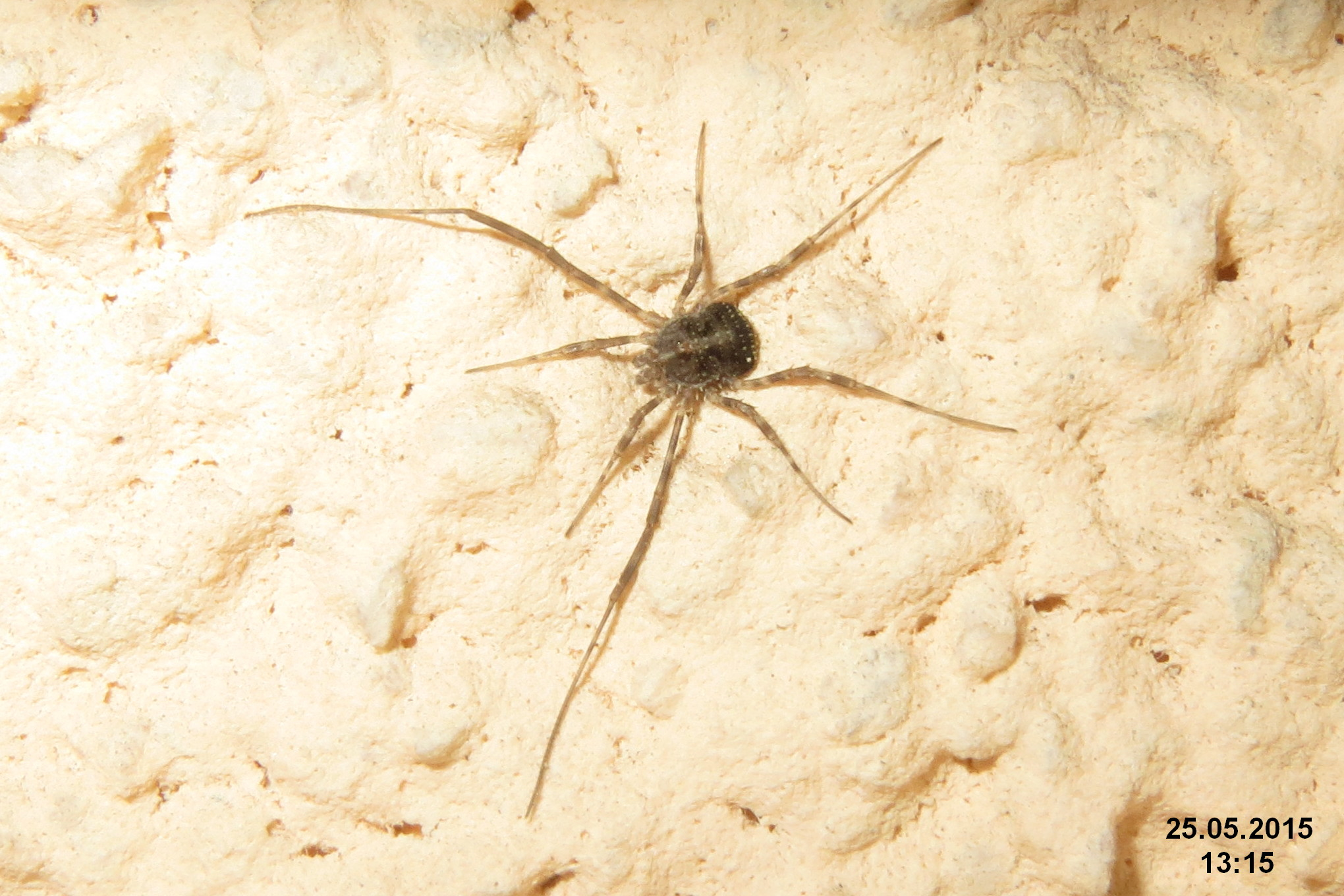
Gesamtansicht eines Exemplars

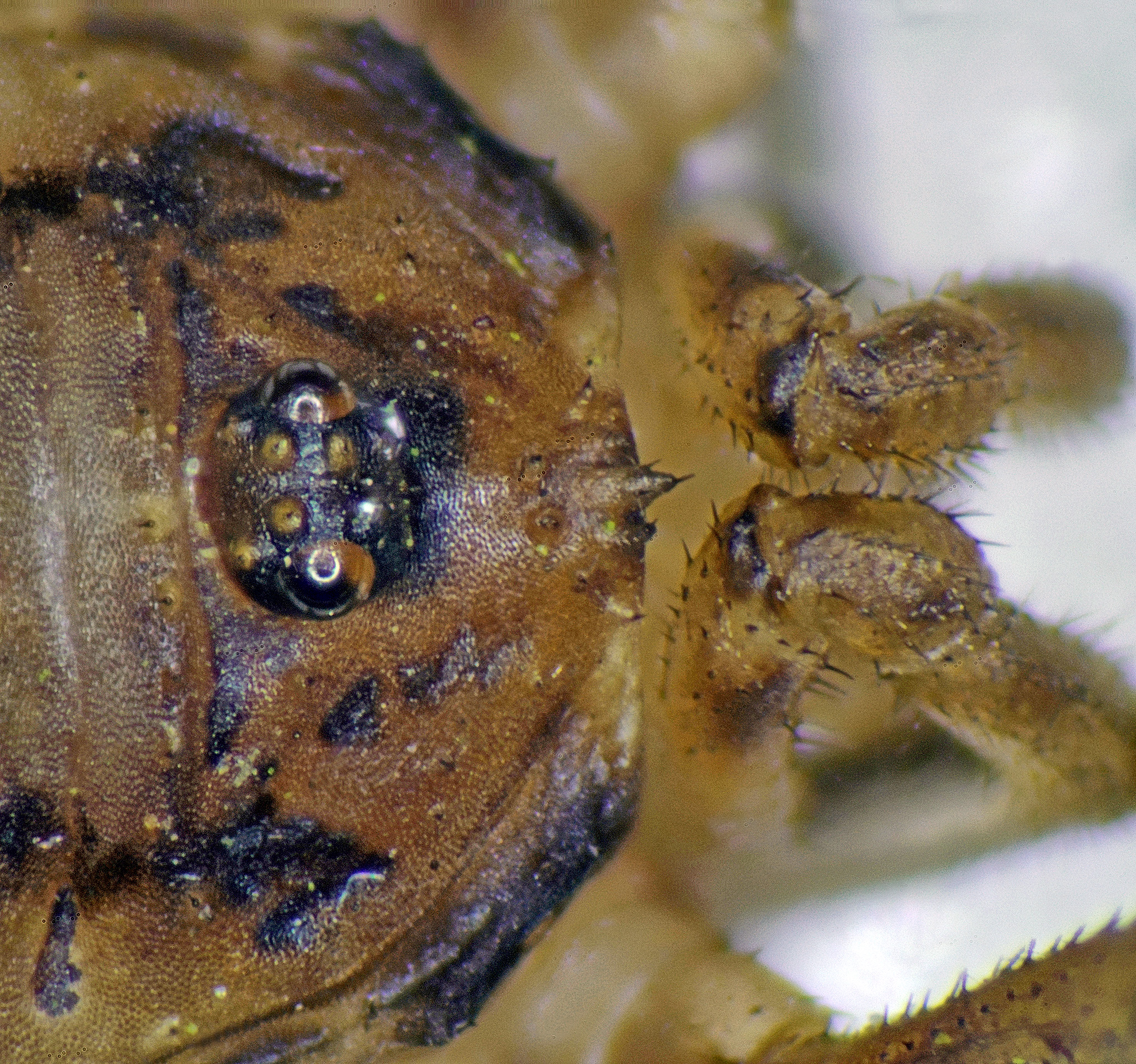
Nahaufnahme des Kopfes mit den namengebenden Zacken am Vorderende

Der Atlantische Dreizackkanker (Oligolophus hanseni) ist eine Art der Weberknechte und überwiegend in West- und Nordeuropa verbreitet.

## Merkmale
Die Art ist relativ klein und kurzbeinig. Die Körperlänge beträgt bis zu 3,5 mm bei den Männchen und bis zu 5 mm bei den Weibchen. Der Körper ist grau gefärbt, mit einer nur angedeuteten Sattelzeichnung. Auf der Stirn befinden sich drei nach vorne gerichtete Dornen, die der Art ihren deutschen Trivialnamen eingebracht haben. Auf dem Opisthosoma befinden sich ebenfalls kleine Dornen. Die Femora sind rund, die Tibien scharf gekielt. Eine ähnliche Art stellt Oligolophus tridens dar. Bei dieser Art sind die an ihrer Basis zusammenhängenden 3 Stirndornen jedoch gegen die Spitze zusammengeneigt und oftmals weiß gefärbt.

## Verbreitung und Lebensraum
Die Art bevorzugt Ozeanisches Klima und lebt in Europa daher überwiegend in der Nähe der Atlantischen Meeresküsten sowie darüber hinaus auch weiter verbreitet in Westeuropa. Das Verbreitungsgebiet reicht von den Pyrenäen über weite Teile Frankreichs (bevorzugt im Norden und Westen), Belgien, Luxemburg, die Niederlande, die nördliche Hälfte Deutschlands und Dänemark bis in die südlichen Gebiete Norwegens und Schwedens inklusive Gotland im Norden und das westliche Polen im Osten. Außerdem werden Großbritannien und Irland besiedelt. Darüber hinaus ist die Art möglicherweise auch im Kantabrischen Gebirge im Norden von Spanien und Portugal, in Teilen der Schweiz, in Finnland und in Lettland verbreitet. In Deutschland kommt die Art fast nur in der Norddeutschen Tiefebene vor.
Die Art lebt in Wäldern und Gärten und findet sich hier meistens an Baumstämmen, Hauswänden oder in der Laubstreu.

## Lebensweise
Adulte Tiere finden sich von Ende Juni bis Anfang Februar. Dabei spielt jedoch das Klima eine Rolle. In manchen Gebieten erscheinen sie erst ab Oktober. Außerdem können sie in einigen Gebieten nur bis Ende Januar zu finden sein. Die Hauptaktivität liegt im November und Dezember.

## Taxonomie
Die Art wurde 1896 von Karl Kraepelin unter dem Namen Acantholophus hanseni erstbeschrieben.